# Dölgöön Odchüügiin
Dölgöön Odchüügiin (mongolisch Одхүүгийн Дөлгөөн, ᠣᠳᠣᠬᠦᠦ ᠶᠢᠨ ᠳᠥᠯᠥᠭᠡᠨ; * 5. Juni 1991 in Ulaanbaatar) ist eine mongolische Filmschauspielerin.

## Leben und Karriere
Odchüügiin wurde am 6. Juni 1991 in Ulaanbaatar geboren. Sie studierte das Schauspiel an der Academy of Art University in San Francisco. Ihr Debüt gab sie 2007 in dem Film Khana. Ihre erste Hauptrolle bekam sie 2011 in Neg Hoyoriin Guravaa. 2014 spielte sie in Uchral die Hauptrolle. 2017 trat sie in Gatsuurkhan auf. Außerdem bekam sie 2019 die Hauptrolle in Tengerees Buusan Od.

## Filmografie
Filme
- 2007: Khana
- 2010: Ezengui Bugj
- 2011: Neg Hoyoriin Guravaa
- 2013: Single Ladies
- 2014: Uchral
- 2015: Khamtran Amidragch
- 2015: Mash Nuuts
- 2015: Single Ladies - 2
- 2016: Nudee Aniad Tusuul
- 2017: Gatsuurkhan
- 2017: Single Ladies - 3
- 2019: Tengerees Buusan Od

Serien
- 2011: Khairiin Ereld
- 2011: Amidrald Tavtai Moril

## Theater
- 2011: Minii Nuuts Khuu
- 2012: Khairtai Bol Ergej Haraarai
- 2012: Amidral Uuruu Beleg
- 2015: Buuvei
- 2015: Romeo and Juliet
- 2016: Hamlet

## Auszeichnungen

### Gewonnen
- 2015: Saint Musa-XIII” International Theatre Festival in der Kategorie „Beste Schauspielerin in einer Hauptrolle“[4]